# Lapiás

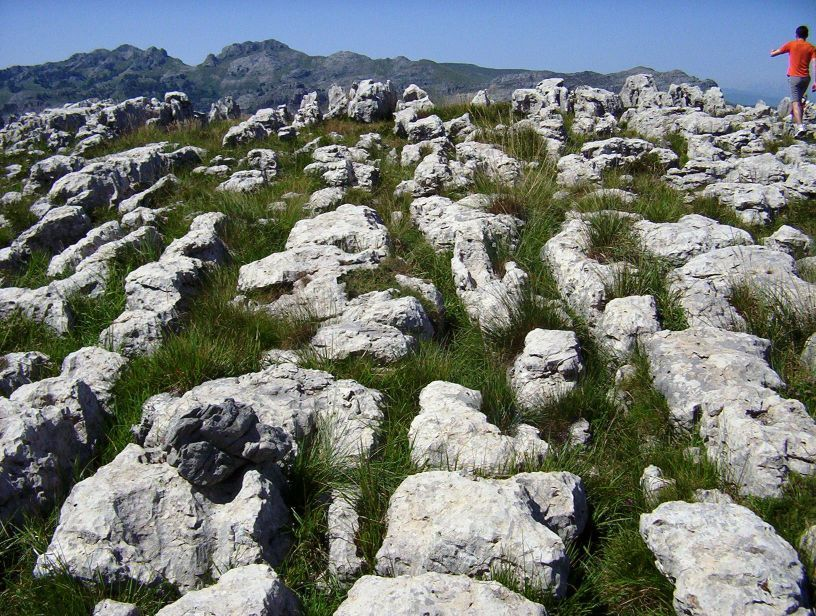
Campo de lapiás na Cantábria, norte de Espanha

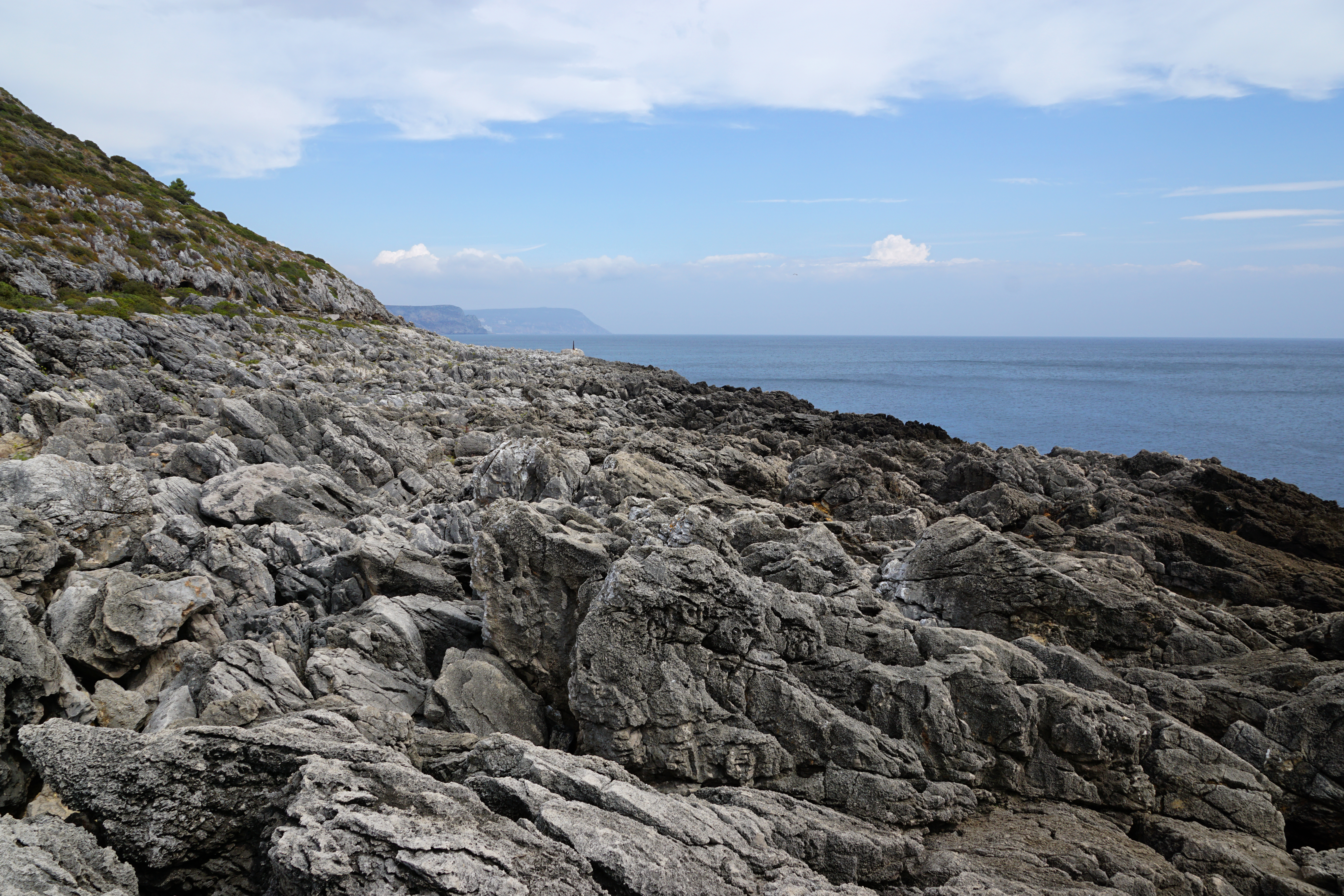
Campo de lapiás no Parque Natural da Arrábida, Portugal

Lapiás ou lapiaz (palavra derivada de lapiaz, do dialeto da região do Jura) é uma formação típica de relevos cársticos, produzida pela dissolução superficial de rochas calcárias ou dolomíticas. Também pode ser causada pelos ciclos de congelamento e degelo em regiões de clima frio.
Lapiás, juntamente com dolinas, cenotes, cones e vales cársticos, formam a porção externa do relevo cárstico, também conhecido como exocarste, enquanto que cavernas, fendas e espeleotemas compõem a parte subterrânea do carste, ou endocarste.
Os lapiás constituem de fraturas nas rochas superficiais que se expandem através da dissolução da rocha, resultando em grandes canais que sulcam as rochas horizontal ou verticalmente, bem como campos de rochas de grandes dimensões, isoladas entre si e com diversos tipos de caneluras, franjas e furos superficiais. Em alguns casos, ocorrem apenas depressões ao longo da superfície da rocha, que não chega a ser fragmentada.
Lapiás são formados inicialmente pela dissolução da rocha na interface com o solo e fendas são abertas. Após a erosão da camada superficial de solo, as rochas são expostas e a dissolução da rocha continua a expandir as fendas. Eventualmente as rochas são completamente separadas e formam campos de rochas niveladas ou padrões de sulcos e gretas. Solo e vegetação podem preencher os espaços entre rochas.